# 小行星6092
小行星6092（英語：6092 Johnmason）是一颗围绕太阳公转的小行星。1990年6月27日，埃莉諾·赫琳在帕洛马山发现了此天体。
这颗小行星的绝对星等为200.98851等。